# Exalphus gounellei
Exalphus gounellei är en skalbaggsart som först beskrevs av Lane 1973.  Exalphus gounellei ingår i släktet Exalphus och familjen långhorningar.
Artens utbredningsområde är Paraguay. Inga underarter finns listade i Catalogue of Life.